# ناراقارا
ناراقارا، مدينة قديمة في شمال أفريقيا تقع على بعد 33 كيلومتر شمال غرب مدينة الكاف في تونس. 

## التسمية
يشير اسم ناراغارا (باللاتينية: Naraggara)، وهو اسم ليبي، إلى أصل ما قبل روماني للمدينة، إلى جانب أن الاسم ثنائي اللغة في اللاتينية والبونيقية الجديدة.

## معركة زاما
على الرغم من أنه لايوجد الكثير من المعلومات عن المدينة القديمة نفسها، إلا أنها تتلقى الاعتراف من المؤرخ الروماني ليفي كموقع للمعركة النهائية للحرب البونية الثانية، التي تسمى معركة زاما. هزم الرومان، بقيادة سكيبيو أفريكانوس الأكبر، القرطاجيين بقيادة حنبعل برقة ووضع حدا لحرب طاحنة دامت 17 عاما.
وجد الجيشان طريقهما إلى ناراغارا بعد أن ابتكر سكيبيو إستراتيجية لمهاجمة قرطاج بينما كان حنبعل وجيشه في إيطاليا. كان هذا في محاولة لمنعه من هزيمة المزيد من الجيوش الرومانية وبدلا من ذلك يعود إلى قرطاج. بعد الوصول إلى أفريقيا، نجح الجيش الروماني في هزيمة جيش القرطاجيين في معركة السهول الكبرى في عام 203 قبل الميلاد، التي ضغطت على القرطاجيين لتقديم السلام. بعد توقيع معاهدة السلام، دعا مجلس الشيوخ القرطاجني حنبعل من إيطاليا. ولكن بعد فترة وجيزة، تم خرق الاتفاق من قبل قرطاج لمهاجمته أسطول روماني في خليج تونس، مما أدى إلى استئناف الحرب، حيث نشر كل من حنبعل وسكيبيو قوات في أفريقيا وتوجهوا في نهاية المطاف نحو موقع المعركة بالقرب من ناراغارا.
يلاحظ البعض وجود تناقض حول مكان خوض المعركة فعليا. بينما اعتبر ليفي ناراقارا على أنها موقع المعركة التاريخية، ادعى بوليبيوس أنها وقعت في "مارغارون"، مدينة قديمة أخرى قريبة، على الرغم من أن الموقع المحدد غير معروف. وقد يدعم ذلك حقيقة أن المعالم التي وصفها ليفي وبوليبيوس، فيما يتعلق بموقع معركة زاما، ليست في أي مكان يمكن العثور عليه بالقرب من ناراقارا الحديثة
بعد انتهاء الحرب والمعاهدة التي تلت ذلك، تم تسليط عقوبات قاسية على قرطاج، أحدها كان أنه يجب على قرطاج أن تطلب الإذن من روما لشن أي حرب. وهو ما خلق مشكلة عند تسوية النزاعات الحدودية مع المملكة المجاورة، والحليف الروماني، نوميديا.عقب سداد ديونها لروما بعد خمسين عامًا من الحرب البونيقية الثانية، تصدت قرطاج للغزاة النوميديين وعانت في نهاية المطاف من هزيمة عسكرية. أغضب هذا الهجوم روما لأنهم لم يعطوا مثل هذه الموافقة لقرطاج، وبالتالي أعلنوا الحرب مجددا. كنيجة اندلع الحرب البونية الثالثة التي استمرت أربع سنوات فقط وانتهت بتدمير قرطاج بالكامل واستعباد جميع سكانها.
مع هزيمة قرطاج، تم المطالبة بأراضيها وأقاليمها، بما في ذلك المنطقة التي تشمل ناراقارا، من قبل روما وسميت باسم «مقاطعة أفريكا». ويمكن القول بأن ناراقارا ظلت تحت الحكم الروماني حتى القرن الخامس، عندما غزا الوندال المنطقة وشكلوا مملكتهم الخاصة.

## اليوم
اليوم، حلت مدينة ساقية سيدي يوسف الحديثة محل ناراقارا. وهي جزء من محافظة الكاف في تونس، ويبلغ عدد سكانها 6196 نسمة اعتبارًا من عام 2004.

## ناراغارا كأسقفية
كانت ناراغارا «كرسي أسقفية» ومعروفة أسماء بعض الذين كانوا أساقفة أبرشيين في تواريخ معينة
- فاوستينوس، دوناتي (411)
- ماكسيمينوس (484)
- فيكتورينوس (525)
- بيناتوس (646)

تم تضمينه في قائمة الكنيسة الكاثوليكية للكراسي اللقبية